# Puerta de todas las Naciones
La Puerta de todas las Naciones (antiguo persa: duvarthim visadahyum), también conocida como la Puerta de Jerjes, se encuentra en las ruinas de la antigua ciudad de Persépolis, Irán.
La construcción de las Escaleras de todas las Naciones y la Puerta de todas las Naciones fue ordenada por el rey aqueménida Jerjes I (486-465 a. C.), el sucesor del fundador de Persépolis, Darío I el Grande.

## Edificio
La edificación consistía en una gran sala cuyo techo estaba sostenido por cuatro columnas de piedra con bases en forma de campana. Paralelamente a las paredes interiores de esta sala corría un banco de piedra, interrumpido en las puertas. Las paredes exteriores, hechas de un amplio bloque de barro, estaban adornadas con frecuentes nichos. Cada una de las tres paredes, en el este, el oeste y el sur, tenía una puerta de piedra muy grande. Un par de colosales toros aseguraban la entrada occidental; dos Lamassu en el estilo asirio, aunque de proporciones colosales, estaban en la puerta oriental. Grabada encima de cada uno de los cuatro colosos hay una inscripción trilingüe que confirma que Jerjes construyó la puerta. La puerta del sur, que se abre hacia la Apadana, es la más ancha de las tres. Los dispositivos de pivote que se encuentran en las esquinas interiores de todas las puertas indican que debían tener puertas de dos hojas, que posiblemente fueran de madera y cubiertas con láminas de metal adornado.